# Chavín
Chavín eller Chavínkulturen var en tidig civilisation som fanns i det forna Peru. Kulturen uppstod omkring 900 f.Kr. och dog ut omkring 200 f.Kr.. Efter Caral-Supe-civilisationen lade Chavinkulturen grunden för andra kommande peruanska civilisationer. Den hade influenser åt norr upp till Cajamarca och Lambayeque och i söder till Ayacucho och Ica. De mest kända fyndplatsen är Chavín de Huántar.
Arkeologiska fynd från Chavínperioden innefattar textilier, metallarbeten, keramik och religiösa föremål. Den mest kända arkeologiska fyndplatsen för Chavínkulturen är Chavín de Huántar, som är belägen i de peruanska Anderna norr om Lima. Man tror det byggdes omkring 900 f.Kr.

## Framsteg
Metallarbetstekniken från Chavín, med lödning, och metoden för temperaturkontroll var mycket avancerade för sin tid. De hade också kunskap om textilier som tillät dem att revolutionera klädesproduktionen.
Chavín grundade ett handelsnätverk och utvecklade jordbruket från 850 f.Kr. till 250 f.Kr., enligt uppskattningar man gjort på arkeologiska fynd. Chavínkulturen hade, liksom alla andra etniska grupper i Anderna, inget skriftspråk.
De lärde sig att tämja laman. Lamadjuret hade en andlig betydelse och användes också som lastdjur.

## Konst

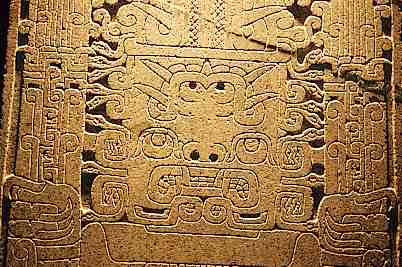
Raimondi Stela från Chavínkulturen, Áncash, Peru.

Chavínkulturen representerar den första vitt spridda, urskiljningsbara artistiska stilen i Anderna. Chavínkonsten kan delas in i två faser: Den första fasen hänför sig till konstruktionen av "Gamla templet" vid Chavín de Huántar (cirka 900–500 f.Kr.); och den andra fasen hänför sig till konstruktionen av det "Nya templet" i Chavín de Huantar (cirka 500–200 f.Kr.).
Stilistiskt sett gör Chavínkulturen stor användning av en teknik kallad konturrivalitet. Denna konst är avsiktligt svår att tolka och förstå, eftersom den var avsedd enbart för att förstås av de höga prästerna i Chavinkulturen som kunde förstå den komplexa och heliga formen, och från detta kom deras makt. Figuren Raimondi Stela är ett av de viktigaste exemplen på denna teknik.

## Religion

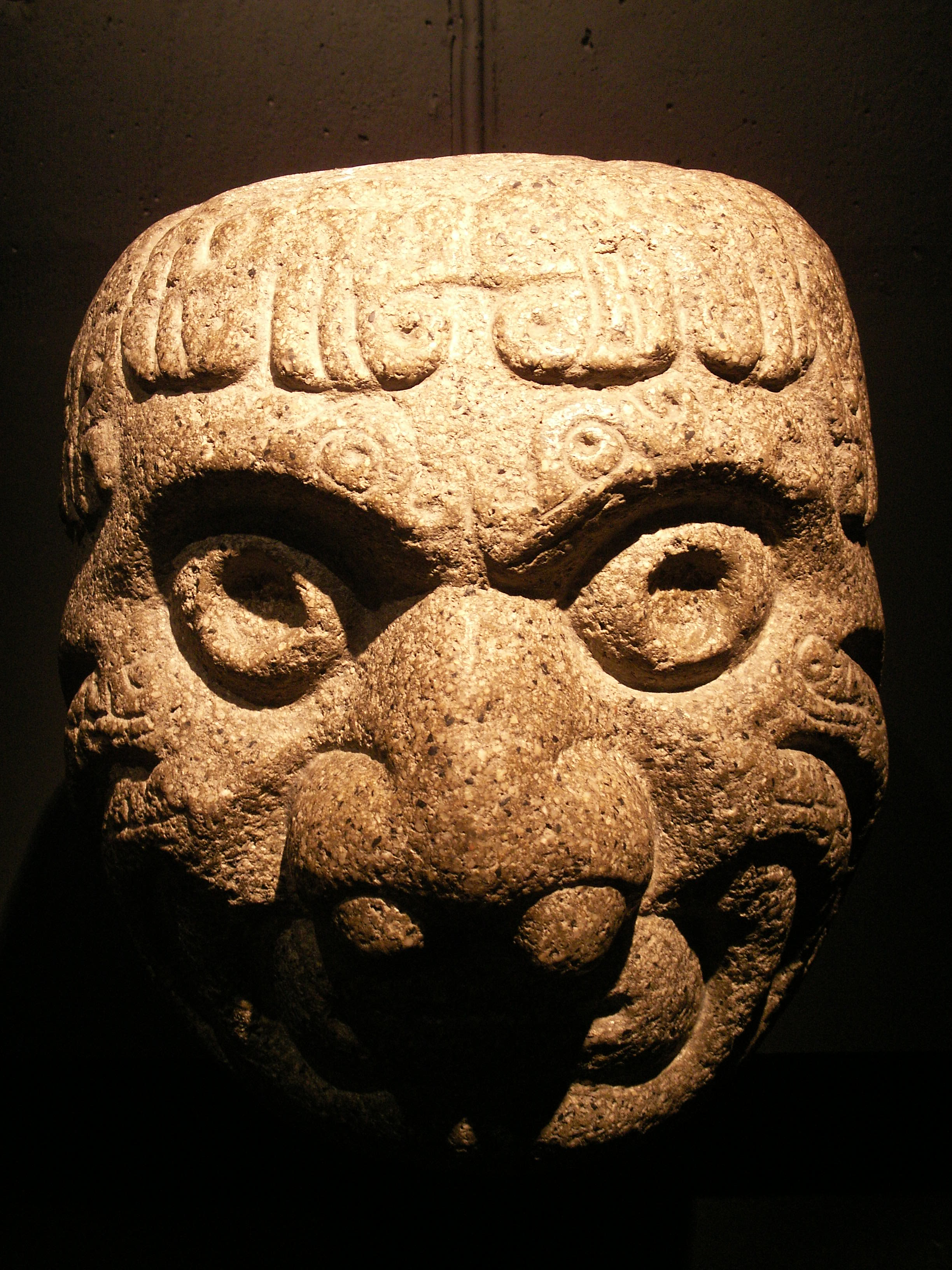
Konstverk i form av ett stenhuvud från Chavínkulturen.

Chavínfolket hade någon sort religiös tro, vilket stöds av de många religiösa fynd som har grävts fram. De använde hallucinogener. Små mortlar, som sannolikt har använts för att mala vilca (en hallucinogen), har grävts fram, tillsammans med benrör och skedar prydda med vilda djur som vi associerar med shamanism. Konstverken vid Chavín de Huántar visar också figurer med snor som rinner från deras näsborrar (en sidoeffekt av användningen av vilca) och som håller vad som tolkas som växten San Pedro, en hallucinogen kaktus.
Chavínkulten främjade fertilitet och goda skördar. Gudarna representerades i stenskulpturer som mänskliga varelser och vilda djur såsom jaguarer, hökar, örnar, och ormar. Kultens roll i politiken var mycket betydande. Chavín stimulerade främst tekniker för att framställa detaljrika bomullstextiler, tillverkningen av stora, lätta och starka fisknät av bomullstrådar, och upptäckten av tekniker för tillverkning av föremål i guld, silver, och koppar. Dessa ekonomiska framsteg ledde till byggandet av ett ceremoniellt center och stora bosättningar. Det är möjligt att prästerna var en del av Chavínkulturen. Men det fanns antagligen ingen prästerlig klass, eftersom komplexa samhällen och städer började komma först efter att Chavín hade försvunnit. Chavín kan ha offrat djur och liknande för att tillfredsställa gudarna för överflödet under skörden.